# (2397) Lappajärvi
(2397) Lappajärvi – planetoida z pasa głównego asteroid okrążająca Słońce w ciągu 5 lat i 153 dni w średniej odległości 3,08 au. Została odkryta 22 lutego 1938 roku w Obserwatorium Iso-Heikkilä w Turku przez Yrjö Väisälä. Nazwa planetoidy pochodzi od Lappajärvi, jeziora w zachodniej części centralnej Finlandii, które powstało w niecce krateru uderzeniowego. Przed nadaniem nazwy planetoida nosiła oznaczenie tymczasowe (2397) 1938 DV.